# Liste der Bodendenkmale in Hitzhusen
In der Liste der Bodendenkmale in Hitzhusen sind die Bodendenkmale der Gemeinde Hitzhusen nach dem Stand der Bodendenkmalliste des Archäologischen Landesamts Schleswig-Holstein von 2016 aufgelistet. Die Baudenkmale sind in der Liste der Kulturdenkmale in Hitzhusen aufgeführt.
| Denkmal-ID           | Befundart          | Bezeichnung                                 | Zeitstellung | Lage | Bemerkungen | Bild |
| -------------------- | ------------------ | ------------------------------------------- | ------------ | ---- | ----------- | ---- |
| aKD-ALSH-Nr. 004 398 | Befestigung > Burg | Burg/Motte/Ringwall/Turmhügel „Schlossberg“ | Mittelalter  |      |             |      |